# Аджит Кумар
Аджит Кумар (там. அஜித் குமார், англ. Ajith Kumar; род. 1 мая 1971, Секундерабад, Индия) — индийский актёр и автогонщик.

## Биография
Аджит родился в городе Секундерабаде. Он — средний ребёнок в семье, оба брата живут в США, имел сестёр-близняшек, которые умерли при рождении. В детстве не умел говорить на тамильском языке, заговорил на тамильском после начала карьеры. Он бросил учёбу в школе Asan Memorial Senior Secondary School в 1986 году, в детстве он был фанатом M. G. Ramachandran, Амитабха Баччана, Раджеша Кханны, но в подростковой возрасте он был фанатом Раджиниканта и Камала Хасана. В 18-летнем возрасте Аджит должен был устроиться на работу, чтобы поддержать свою карьеру в гоночном спорте. Присоединившись к ученику, он стал торговцем с компанией по экспорту одежды, делал рекламу. Он вложил много денег в гонки и заимствовал шины у своих друзей, которые когда-то помогали, когда цепочки износились, так как в то время в гонках не было денег. После аварии несколько бизнес-агентств предложили ему к модельному бизнесу в печатных СМИ. Он должен сделать выбор между фильмами и гонками, а так как фильмы происходили и генерировали ему деньги, он начал концентрироваться на нём. В 1990 году состоялся дебют в фильме «En Veedu En Kanavar», где он играл эпизодическую роль.
В 1992 году дебютировался в малобюджетном фильме на телугу Prema Pustakam, который стал единственным фильмом на телугу на данный момент. В том же году дебютировался на тамильском экране в фильме «Amaravathi», где он снимался в паре с актрисой Сангхави, но фильм имел коммерческий успех. Но вместо него озвучивал тогда неизвестный актёр Викрам. После выпуска фильма и во время обучения любительской автогонки Аджит потерпел падение, повредил спину и провел три крупные операции, в результате чего ему дали постельный режим в течение полутора лет.
В 1995 году вышел фильм «Aasai», который стал прорывом в его карьере и первым успешным фильмом
В 1999 году вышел фильм Mugavaree, который получил много похвалы критиков и успеха в кассовых сборах. В 2000 году он появлялся в фильме Разум и чувства, где он сыграл режиссёра, который влюбляется в одну из героинь, фильм имел коммерческий успех. В 2001 году дебютировался в Болливуде в фильме Ашока, где он сыграл одну из ролей антагониста, но фильм провалился в прокате, след за этим фильмом в 2002 году два фильма с его участием проваливались в прокате.
Аджит является одним из немногих актёров в стране, который участвует в спортивных соревнованиях. В 2003 году началась профессиональная карьера гонщика. После одноразовой гонки на чемпионате Формулы Марути в 2002 году, где он занял четвёртое место, Аджит подписал контракт с менеджером Акбаром Эбрахим, подтверждающим его участие в первом чемпионате Формулы BMW Asia Championship. Несмотря на то, что на первом круге своей первой гонки Аджит успешно завершил сезон, заняв двенадцатое место, но через 6 лет, Аджит подписал контракт на новый сезон автогонок, участвуя в сезоне 2010 года в чемпионате FIA Formula Two. Решение участвовать в спорте было принято после того, как фильм, в котором участвовал был отложен, что позволило ему участвовать в этом сезоне. До регистрации он участвовал в финальном раунде гоночной серии MRF в Ченнаи в феврале 2010 года, но не смог закончить гонку из-за механических проблем. Дальнейшие испытания в Сепанге, Малайзия последовали его примеру, когда он тренировался в начале сезона в апреле 2010 года в своем болиде Формулы Renault V6 с евразийским гонщиком, потеряв 11 килограммов во время тренировки.
В 2007 году вышел фильм «Billa», который является ремейком одноименного фильма 1980 года, также как и в оригинале он сыграл двойную роль, также как и оригинал имел коммерческий успех, но в 2012 году вышло продолжение, который является приквелом. Однако, в отличие от первого фильма, провалился в прокате.
В 2017 году вышел фильм «Vivegam», в котором он сыграл бывшего агента по контр-террористическим делам, фильм имеет коммерческий успех, несмотря на негативные отклики критиков

## Личная жизнь
В 1999 году во время съёмок фильма Amarkalam, Аджит начал встречаться с актрисой Шалини, которая была моложе него на 9 лет. Они поженились в апреле 2000 года. В 2008 году у них родилась дочь Анушка, а в 2015 году — сын Аадвик.

## Фильмография
| Год  |   | Русское название        | Оригинальное название     | Роль                                  |
| ---- | - | ----------------------- | ------------------------- | ------------------------------------- |
| 1993 | ф |                         | Prema Pusthakam           | Siddharth                             |
| 1993 | ф |                         | Amaravathi                | Arjun                                 |
| 1994 | ф |                         | Paasamalargal             | Kumar                                 |
| 1994 | ф |                         | Pavithra                  | Ashok                                 |
| 1995 | ф |                         | Rajavin Parvaiyile        | Chandru                               |
| 1995 | ф |                         | Aasai                     | Jeevanantham                          |
| 1996 | ф |                         | Vaanmathi                 | Krishna                               |
| 1996 | ф |                         | Kalloori Vaasal           | Vasanth                               |
| 1996 | ф |                         | Minor Mappillai           | Ramu                                  |
| 1996 | ф |                         | Kadhal Kottai             | Surya                                 |
| 1997 | ф |                         | Nesam                     | Ranganathan                           |
| 1997 | ф |                         | Raasi                     | Kumar                                 |
| 1997 | ф |                         | Ullaasam                  | Guru                                  |
| 1997 | ф |                         | Pagaivan                  | Prabhu                                |
| 1997 | ф |                         | Rettai Jadai Vayasu       | Vijay                                 |
| 1998 | ф |                         | Kadhal Mannan             | Shiva                                 |
| 1998 | ф |                         | Aval Varuvala             | Jeeva                                 |
| 1998 | ф |                         | Uyirodu Uyiraga           | Ajay                                  |
| 1999 | ф |                         | Thodarum                  | Jayaram                               |
| 1999 | ф |                         | Unnai Thedi               | Raghu                                 |
| 1999 | ф |                         | Vaali                     | Deva / Shiva                          |
| 1999 | ф |                         | Anantha Poongatre         | Jeeva                                 |
| 1999 | ф |                         | Amarkalam                 | Vasu                                  |
| 2000 | ф |                         | Mugavaree                 | Sridhar                               |
| 2000 | ф | Разум и чувства         | Kandukondain Kandukondain | Манохар                               |
| 2000 | ф |                         | Unnai Kodu Ennai Tharuven | Surya                                 |
| 2001 | ф |                         | Dheena                    | Dheenadhayalan                        |
| 2001 | ф |                         | Citizen                   | Citizen / Subramani                   |
| 2001 | ф |                         | Poovellam Un Vasam        | Chinna                                |
| 2001 | ф |                         | Aśoka                     | Susima                                |
| 2002 | ф |                         | Red                       | Red                                   |
| 2002 | ф | Раджа                   | Raja                      | Raja                                  |
| 2002 | ф | Злодей                  | Villain                   | Shiva / Vishnu                        |
| 2003 | ф |                         | Ennai Thalatta Varuvala   | Sathish                               |
| 2003 | ф |                         | Anjaneya                  | Paramaguru                            |
| 2004 | ф |                         | Jana                      | Janardhanan                           |
| 2004 | ф |                         | Attahasam                 | Guru / Jeeva                          |
| 2005 | ф |                         | Ji                        | Vasu                                  |
| 2006 | ф |                         | Paramasivan               | Subramaniyam Siva (Paramasivan)       |
| 2006 | ф |                         | Thirupathi                | Thirupathi                            |
| 2006 | ф | Непохожие               | Varalaru                  | Джива / Шившанкар / Вишну             |
| 2007 | ф | Аальвар                 | Aalwar                    | Шива                                  |
| 2007 | ф | Нелегко быть боссом     | Kireedam                  | Шактивел Раджараджан                  |
| 2007 | ф | Рокировка               | Billa                     | Дэвид Билла / Сараванавелу            |
| 2008 | ф | Пока бьется сердце      | Aegan                     | Шива                                  |
| 2010 | ф | Настоящий               | Aasal                     | Дживанандам / Шива                    |
| 2011 | ф | Азартная игра           | Mankatha                  | Винаяк Махадев                        |
| 2012 | ф | Рокировка. Начало       | Billa II                  | Дэвид Билла                           |
| 2012 | ф | Инглиш-Винглиш          | English Vinglish          | пассажир (камео, в тамильской версии) |
| 2013 | ф | Начало                  | Arrambam                  | Ашок Кумар                            |
| 2014 | ф | Отвага Любви            | Veeram                    | Винаягам                              |
| 2014 | ф | Если ты обо мне узнаешь | Yennai Arindhaal          | Сатьядев                              |
| 2015 | ф | Сестра и брат           | Vedalam                   | Ганеш (Ведалам)                       |
| 2017 | ф |                         | Vivegam                   | AK (Аджай Кумар)                      |
| 2019 | ф |                         | Viswasam                  | Thookku Durai                         |
| 2019 | ф |                         | Nerkonda Paarvai          |                                       |